# Scopula sanguinolenta
Scopula sanguinolenta är en fjärilsart som beskrevs av Claude Herbulot 1972. Scopula sanguinolenta ingår i släktet Scopula och familjen mätare. Inga underarter finns listade.